# Escalada în teren de aventură
Escalada în teren de aventură, numită și tradițională sau trad este un tip de cățărare practicată pe trasee puțin sau deloc echipate. Combină escalada liberă și utilizarea exclusivă a punctelor de ancorare amovibile. Caracteristica principală a acestui tip de escaladă este aceea de a nu lăsa urme asupra stâncii parcurse, fiind astfel prietenoasă cu mediu.

## Terminologie
Expresia trad climbing s-a dezvoltat în opoziție cu escalada sportivă (sport climbing), care a apărut în anii 1970. Se referea inițial la escaladă așa cum se practica până atunci, cățăratul începând de jos și plasându-și protecțiile pe măsură ce se merge, în timp ce în escalada sportivă, escaladorul poate lucra traseul în frânghie de sus, înainte de a-l înlănțui. Înțelesul denumirii a evoluat și astăzi desemnează orice urcare realizată numai pe protecție detașabilă (blocaje, friend etc.), cu excluderea ancorelor fixe (pitoane clasice, pitoane de expansiune, știfturi sigilate etc.).

## References
1. ↑  „Escalada în teren de aventură”. FRAE. Accesat în 10 iulie 2021.